# Walther Burchard
Walther Burchard (* 15. Mai 1930 in Posen; † 22. Mai 2024) war ein deutscher Physiker, Chemiker sowie Universitätsprofessor.

## Leben
Walther Burchard wuchs in Posen und Ostpreußen auf und floh Anfang 1945 mit der Familie unter schwierigen Umständen nach Detmold. Dort schloss er die Schule ab und begann ein Studium der Physik in Marburg. Dieses beendete er in Freiburg mit einer Diplomarbeit in Kernphysik. Danach (im Jahr 1956) trat er in das Institut für Makromolekulare Chemie an der Universität Freiburg ein und forschte unter dessen Direktorin Elfriede Husemann, der Nachfolgerin von Hermann Staudinger, an Polymeren und promovierte 1960 mit dem Thema Vergleichende Strukturanalyse an Carbanilaten der Cellulose und Amylose in Lösungen.
Seit 1961 war er verheiratet. Seine beiden Töchter sind ebenfalls wissenschaftlich tätig.

## Forschungsgebiete
Burchard war ein Pionier in der Anwendung der Lichtstreuung auf große Moleküle. Im Jahr 1966 habilitierte er sich mit der Arbeit Untersuchungen an Polyvinylpyrrolidon in Lösung. Jahrelange Zusammenarbeit und Freundschaft verband ihn mit Walter H. Stockmayer, gemeinsam erarbeiteten sie die Grundlagen der Dynamischen Lichtstreuung, mit deren Hilfe sie kettenförmige und verzweigte Polymere untersuchten.
Seine Forschungen auf dem Gebiet der biophysikalischen Chemie sind ein Beispiel interdisziplinärer Arbeit. Er befasste sich sowohl mit der Struktur synthetisch hergestellter Moleküler als auch mit natürlich vorkommenden Bio-Polymeren wie Stärke und Fibrin. Einer seiner Schüler ist Manfred Schmidt.
Walther Burchard war IUPAC-Mitglied. Er verfasste über 250 Fachaufsätze. Im Jahr 1995 wurde er emeritiert.

## Werke (Auswahl)
- Light scattering from polymers (mit G. D. Patterson), Berlin 1983, ISBN 978-3-662-15740-4
- Polysaccharide. Eigenschaften und Nutzung. Eine Einführung. (als Herausgeber), Berlin 1984, ISBN 978-3-540-13931-7
- Biologische Netzwerke, Teil I und II, Chemie in unserer Zeit, Band 23 (1989) S. 37–45, doi:10.1002/ciuz.19890230202 und S. 69–75, 10.1002/ciuz.19890230302